# Liste der Bodendenkmäler in Regen
Auf dieser Seite sind die Bodendenkmäler in der niederbayerischen Gemeinde Regen zusammengestellt. Diese Tabelle ist eine Teilliste der Liste der Bodendenkmäler in Bayern. Grundlage ist die Bayerische Denkmalliste, die auf Basis des Bayerischen Denkmalschutzgesetzes vom 1. Oktober 1973 erstmals erstellt wurde und seither durch das Bayerische Landesamt für Denkmalpflege geführt wird. Die folgenden Angaben ersetzen nicht die rechtsverbindliche Auskunft der Denkmalschutzbehörde.

## Bodendenkmäler der Gemeinde Regen

### Bodendenkmäler in der Gemarkung Eggenried
| Lage                 | Objekt | Akten-Nr.     | Bild |
| -------------------- | --- | ------------- | ---- |
| Eggenried (Standort) | Untertägige Befunde der frühen Neuzeit im Bereich der Kapelle in Kattersdorf. | D-2-7044-0034 |      |
| Eggenried (Standort) | Mittelalterlich-frühneuzeitlicher Erdstall. | D-2-7044-0038 |      |
| Eggenried (Standort) | Untertägige Befunde des Mittelalters und der frühen Neuzeit im Bereich der Burgruine Weißenstein, darunter die Spuren von Vorgängerbauten bzw. älteren Bauphasen. Siehe auch: Ruine Weißenstein (Niederbayern) | D-2-7044-0039 |      |

### Bodendenkmäler in der Gemarkung March
| Lage             | Objekt | Akten-Nr.     | Bild |
| ---------------- | --- | ------------- | ---- |
| March (Standort) | Untertägige Befunde des Mittelalters und der frühen Neuzeit im Bereich der Katholischen Pfarrkirche St. Peter und Paul in March, darunter die Spuren von Vorgängerbauten bzw. älteren Bauphasen. Siehe auch: St. Peter und Paul (March) | D-2-7044-0042 |      |

### Bodendenkmäler in der Gemarkung Oberneumais
| Lage                   | Objekt                                                                         | Akten-Nr.     | Bild |
| ---------------------- | ------------------------------------------------------------------------------ | ------------- | ---- |
| Oberneumais (Standort) | Mittelalterlich-frühneuzeitliche Hofwüstung im Bereich des Weilers Finkenried. | D-2-7044-0046 |      |

### Bodendenkmäler in der Gemarkung Regen
| Lage             | Objekt | Akten-Nr.     | Bild |
| ---------------- | --- | ------------- | ---- |
| Regen (Standort) | Mittelalterlich-frühneuzeitliche Hofwüstung Spitalhof. | D-2-7044-0036 |      |
| Regen (Standort) | Untertägige Befunde des Mittelalters und der frühen Neuzeit im historischen Stadtkern von Regen. | D-2-7044-0056 |      |
| Regen (Standort) | Untertägige Befunde des Mittelalters und der frühen Neuzeit im Bereich der Katholischen Stadtpfarrkirche St. Michael mit zugehörigem ummauerten, aufgelassenen Friedhof und der ehemalige Sebastiani- sowie Allerseelenkapelle in Regen, darunter die Spuren von Vorgängerbauten bzw. älteren Bauphasen. Siehe auch: Stadtpfarrkirche St. Michael (Regen) | D-2-7044-0057 |      |
| Regen (Standort) | Untertägige Befunde des Mittelalters und der frühen Neuzeit im Bereich der ehemalige Spitalkirche Hl. Geist mit angeschlossenem, aufgelassenen Spital in Regen, darunter die Spuren von Vorgängerbauten bzw. älteren Bauphasen. Siehe auch: Heilig-Geist-Kirche (Regen)                                                                                   | D-2-7044-0058 |      |
| Regen (Standort) | Untertägige Befunde des Mittelalters und der frühen Neuzeit im Bereich der Katholischen Kirche St. Johannes sowie der abgebrochenen Kapelle St. Antonius in Regen, darunter die Spuren von Vorgängerbauten bzw. älteren Bauphasen. Siehe auch: St. Johann (Regen)                                                                                         | D-2-7044-0059 |      |
| Regen (Standort) | Mittelalterlich-frühneuzeitlicher Erdstall. | D-2-7044-0060 |      |

### Bodendenkmäler in der Gemarkung Reinhartsmais
| Lage                     | Objekt | Akten-Nr.     | Bild |
| ------------------------ | --- | ------------- | ---- |
| Reinhartsmais (Standort) | Untertägige Befunde im Bereich des mittelalterlichen Burgstalls und des abgegangenen frühneuzeitlichen Hofmarkschlosses Schlossau. Siehe auch: Schloss Schlossau | D-2-7044-0004 |      |

### Bodendenkmäler in der Gemarkung Rinchnachmündt
| Lage                      | Objekt                                                                            | Akten-Nr.     | Bild |
| ------------------------- | --------------------------------------------------------------------------------- | ------------- | ---- |
| Rinchnachmündt (Standort) | Untertägige Befunde der frühen Neuzeit im Bereich der Dorfkapelle in Schweinhütt. | D-2-7045-0057 |      |